# 벨라루스의 철도

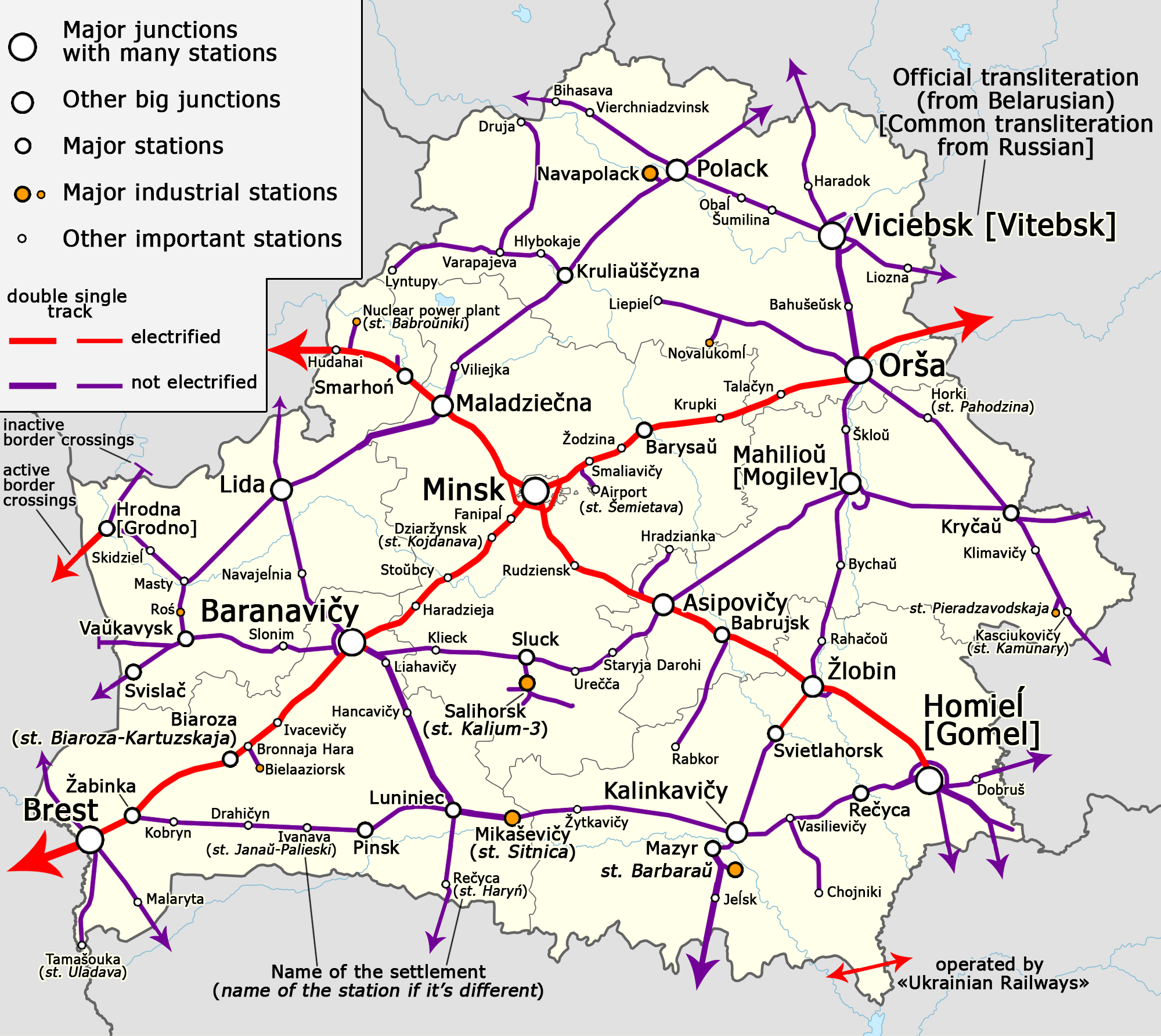
벨라루스 철도망의 지도.

벨라루스의 철도는 국영 철도 기업 벨라루스 철도(벨라루스어: Беларуская чыгунка, 러시아어: Белорусская железная дорога)가 소유하고 있다. 철도의 총 길이는 5,512 km이며, 이 중 874 km가 전철화되어 있다. 사용 궤간은 1,520 mm (4 ft 11 27⁄32 in) (러시아 광궤)이다.

## 역사

벨라루스의 철도 건설 과정.

벨라루스를 지난 최초의 철도는 1862년 말 영업을 시작한 상트페테르부르크-바르샤바 철도로, 벨라루스 내의 철도 길이는 32 km밖에 되지 않았다. 흐로드나에 역이 설치되었었다. 1860년대 중반 다우가프필스부터 폴라츠크를 거쳐 비쳅스크까지 가는 철도가 건설되었다. 1866년 개통한 바르샤바-브레스트 철도는 1871년 모스크바까지 연결되었다.
| 연도 | 철도 총 길이 (km) | 전철화 구간 (km) |
| ---- | ----------------- | ---------------- |
| 2000 | 5533              | 874              |
| 2005 | 5518              | 897              |
| 2010 | 5503              | 898              |
| 2011 | 5503              | 899              |
| 2012 | 5483              | 899              |
| 2013 | 5490              | 1013             |
| 2014 | 5491              | 1012             |
| 2015 | 5491              | 1128             |
| 2016 | 5480              | 1131             |
| 2017 | 5480              | 1215             |
| 2018 | 5480              | 1228             |

## 철도망
벨라루스는 베를린-바르샤바-모스크바 철도의 일부로서, 브레스트에서 민스크를 거쳐 오르샤로 가는 철도가 있다. 다른 노선은 민스크-호멜-(키예프), 오르샤-비쳅스크-(상트페테르부르크), 민스크-빌뉴스 등이 있다. 벨라루스를 지나는 국제 열차는 리가-오데사, 민스크-이르쿠츠크를 다니는 프리발티카 열차와 베를린-노보시비르스크를 다니는 시비랴크 열차 등이 있다.
벨라루스에는 고속철도가 없다.

## 도심 철도

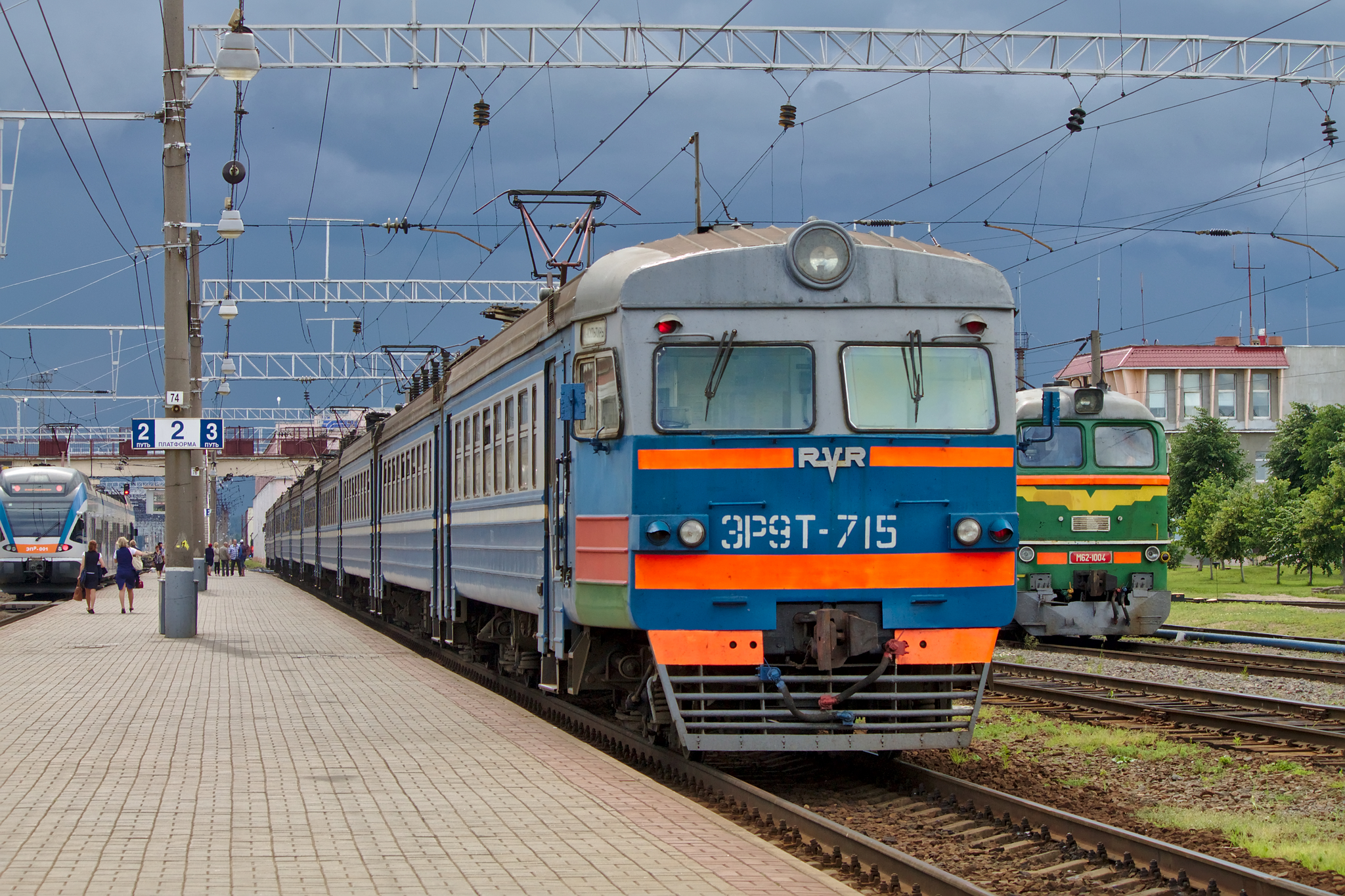
오르샤의 전기 기관차.

수도 민스크에만 지하철 민스크 메트로가 있으며, 세 노선 모스콥스카야선, 압토자봇스카야선, 젤레날루즈스카야선이 있다. 노면전차가 있는 도시는 민스크, 비쳅스크, 마지르, 나바폴라츠크이다.

## 주변 국가로의 철도 연결
리투아니아, 라트비아, 우크라이나, 러시아와 철도가 연결되어 있고, 폴란드와도 연결되어 있지만 1,520 mm (4 ft 11 27⁄32 in)/1,435 mm (4 ft 8 1⁄2 in) 궤간 변경이 필요하다.